# Escudo de Gavet de la Conca

Representación del escudo de armas de Gavet de la Conca.

El escudo de armas de Gavet de la Conca se describe, según la terminología precisa de la heráldica, por el siguiente blasón:

«Escudo en losange de ángulos rectos: de sinople, una llave de oro en palo con el diente al jefe y mirando a la diestra, acostada de una mitra de plata embellecida de oro, a la diestra, y de un mundo de sable cruzado y centrado de oro, a la siniestra. Al timbre, una corona mural de pueblo.»

## Diseño
La composición está formada sobre un fondo en forma de cuadrado apoyado sobre una de sus aristas (escudo de ciudad) según la configuración difundida en Cataluña al haber sido adoptada por la administración en sus especificaciones para el diseño oficial, de color verde (sinople), con una carga principal con una llave en posición vertical (en palo) con los dientes arriba (al jefe) y mirando a la parte izquierda del observador (diestra del escudo) de color amarilla (oro). La llave está acompañada a cada lado (acostada) por una mitra de plata embellecida de oro a la izquierda (diestra del escudo) y un círculo negro (sable) con una cruz encima (cruzado) y unas cintas de color amarillo (oro) al otro lado de la llave (siniestra). Está acompañado en la parte superior de un timbre en forma de corona mural, que es la adoptada por la Generalidad de Cataluña para timbrar genéricamente a los escudos de los municipios, en este caso de pueblo.

## Historia
Este blasón fue aprobado el 2 de febrero de 1999 y publicado en el DOGC n.º 2.841 de 5 de marzo del mismo año.Blasón aprobado el 2 de febrero de 1999. DOGC n.º 2.841 de 5 de marzo de 1999. Sustituye al antiguo escudo municipal de Sant Serni, que se solía representar con forma ibérica (cuadrilongo con punta redondeada), de gules, con una mitra de plata fileteada de oro. El municipio se creó en 1972, integrando los antiguos municipios de Aransís, Sant Salvador de Toló y Sant Serni, utilizando el antiguo escudo de este último para representar a la unión de municipios.
El escudo de armas municipal de Gavet de la Conca es una composición de carácter advocativas hagiográficas. Se ven representadas 3 cargas de carácter religioso. El escudo, de nueva creación, intenta integrar los elementos simbólicos de los antiguos municipios que integraron Gavet de la Conca, a través de sus patrocinios. La llave es el atributo de san Pedro, patrón de Gavet de la Conca. La mitra es la señal tradicional del pueblo de Sant Serni, simbolizando al obispo de Saturnino de Tolosa; y el mundo es un atributo del Cristo Salvador, patrón de Sant Salvador de Toló.

Escudo de armas del antiguo municipio de Aransís. Partido, primero de oro, unas balanzas de sable; segundo de oro, cuatro palos de gules.
Escudo de armas del antiguo municipio de Sant Salvador de Toló. Partido, primero de púrpura, un león de oro; segundo de oro, cuatro palos de gules.
Escudo de armas del antiguo municipio de Sant Serni. De gules, una mitra de ovispo de plata fileteada de oro.